# Hiroshi Wakasugi
Hiroshi Wakasugi (若杉 弘, Wakasugi Hiroshi), né le 31 mai 1935, décédé le 21 juillet 2009, est un chef d'orchestre japonais. Il crée bon nombre des principaux opéras occidentaux au Japon et est honoré par de nombreux prix pour ses réalisations culturelles.

## Biographie
Né à New York où son père est consul général, Wakasugi étudie la musique avec Hideo Saito et Norbert Kaneko à l'Université des arts de Tokyo. Après ses études, il est nommé chef des recherches de l'Orchestre symphonique de la NHK (Japon). À partir de 1965, il dirige et développe l'Orchestre symphonique Yomiuri du Japon installé à Tokyo, aujourd'hui l'un des plus grands orchestres au Japon. Pour la première de la Passion selon saint Luc de Penderecki, Wakasugi reçoit en 1968 le prix du festival national des arts décerné par l'agence pour les affaires culturelles. En 1969, il crée le Théâtre de l'Opéra de chambre de Tokyo dont il est encore directeur artistique au moment de sa mort.
Outre son activité de direction de nombreux orchestres internationaux, Hiroshi Wakasugi est chef principal de l'Orchestre symphonique de la WDR de Cologne de 1977 à 1983 et directeur musical général de la Deutsche Oper am Rhein à Düsseldorf de 1981 à 1986. Il est directeur artistique et chef principal de l'Orchestre de la Tonhalle de Zurich en Suisse de 1987 à 1991. De 1982 à 1991, il est aussi chef permanent à la Semperoper de Dresde et de la Staatskapelle de Dresde.
Il est directeur musical (1986–1995) et chef principal (1987–1995) de l'Orchestre symphonique métropolitain de Tokyo. Au printemps 1995, il est nommé chef permanent de l'Orchestre symphonique de la NHK.
En 2005, il est nommé conseiller artistique à la division de l'opéra du Nouveau théâtre national de Tokyo. Il est ensuite nommé directeur artistique (c'est-à-dire directeur musical) du Nouveau Théâtre National en septembre 2007. À sa mort en 2009, il est le directeur artistique du Biwako Opera Theatre et du théâtre de l'opéra de chambre de Tokyo.
Professeur à l'Université des arts de Tokyo et à l'école de musique Tōhō Gakuen, Hiroshi Wakasugi est également membre de l'Académie japonaise des arts et lauréat de l'édition 1986 du prix Suntory (musique).